# Gué Gorand
Der Gué Gorand ist ein kleiner Fluss in Frankreich, der im Département Vendée in der Region Pays de la Loire verläuft. Er entspringt im südöstlichen Gemeindegebiet von Coëx, nahe der Grenze zur benachbarten Gemeinde La Chapelle-Hermier, entwässert in der oberen Hälfte seines Verlaufes in nordwestlicher Richtung, schwenkt dann nach Südwest und mündet nach insgesamt rund 19 Kilometern an der Gemeindegrenze von Givrand und L’Aiguillon-sur-Vie als rechter Nebenfluss in den Jaunay.

## Orte am Fluss
(Reihenfolge in Fließrichtung)
- La Tournerie, Gemeinde Coëx
- Coëx
- Les Viollières, Gemeinde Coëx
- La Baudonnière, Gemeinde Saint-Révérend
- Saint-Révérend
- Saint-Grégoire, Gemeinde L’Aiguillon-sur-Vie
- Givrand
- La Gatelière, Gemeinde L’Aiguillon-sur-Vie